# Acis fabrei
nivéole de Fabre
Espèce
Classification APG III (2009)
Statut de conservation UICN

 VU  : Vulnérable
Synonymes
- Leucojum fabrei Quézel & Girerd, 1990[1].

Acis fabrei, ou nivéole de Fabre, est une espèce de plante herbacée qui appartient à la famille des Liliaceae selon la classification classique. La classification phylogénétique les places dans la famille des Amaryllidaceae (ou optionnellement dans celle des  Alliaceae). Cette Acis fleurit au printemps.

## Habitat
Acis fabrei provient principalement de lieux méditerranéens très limités. Elle jouit pour cette raison de protection au niveau national. 
La nivéole de Fabre, Acis fabrei (Quézel & Girerd) Lledó, A.P.Davis & M.B.Crespo découverte en 1880 par J.-H. Fabre, n’a été formellement reconnue comme une nouvelle espèce qu’en 1990. Cette nivéole a des fleurs plus grandes que celle de Nice, toujours solitaires. On la trouve uniquement sur le flanc sud du Mont Ventoux, où quatre stations sont connues.

## Statut
Menacée (Vulnérable pour l'UICN).

## Publication originale
- (en) Lledó, M.D., Davis, A.P., Crespo M.B., Chase M.W. & Fay M.F., 2004. Phylogenetic analysis of Leucojum and Galanthus (Amaryllidaceae) based on plastid mat K and nuclear ribosomal spacer (ITS) DNA sequences and morphology. Plant Systematics and Evolution 246(3–4): 223–243, DOI 10.1007/s00606-004-0152-0.